# Gabrielle Bouffay
Gabrielle Bouffay, née le 15 avril 1930 à Saint-Avold, est une peintre et dessinatrice française.

## Biographie

### Enfance
Gabrielle Weck nait à Saint-Avold ; son père, Joseph Weck, employé aux Houillères du Bassin de Lorraine, est à ses moments de loisirs musicien et sculpteur. Sa mère, née Mathilde Schilling, est originaire de Macheren, petit village de la campagne proche de Saint-Avold. La petite Gabrielle commence à dessiner dès l'âge de quatre ans, passant rapidement du crayon à la plume et l'encre de Chine. La famille habite Forbach puis Petite-Rosselle, à proximité du puits Saint-Charles : « J'ai passé mon enfance près des puits d'extraction du charbon dans un monde noir où ne poussaient ni arbres ni herbe. J'en ai énormément souffert et j'ai été marquée comme au fer rouge d'un signe indélébile ».
En septembre 1939, les parents et les trois enfants sont évacués dans la Vienne, à Couhé-Vérac ; ils retournent en Moselle annexée en 1941. Les horreurs de la guerre, famine, déportations, bombardements, vie dans un abri souterrain, incendies, tués, marquent profondément la jeune Gabrielle, qui, toute sa vie, gardera la hantise et la peur de la mort. 

### Formation artistique
À la fin de la guerre, Joseph Weck, qui avait décelé les dons artistiques de sa fille, lui fait prendre des cours particuliers avec Jean Hurstel (1906-1991), futur professeur à l'École supérieure des arts décoratifs de Strasbourg. À dix-neuf ans, "Gaby" Weck entre à l'École d'état des arts et métiers de Sarrebruck, où elle a pour professeur Boris Kleint (de) ; celui-ci incorporera plusieurs dessins de son ancienne élève dans son traité Bildlehre de 1969.

### Maternité et mariage
En 1953, la naissance de sa fille éloigne Gabrielle Weck pour un temps à la fois de la peinture et de sa famille. Son statut de fille-mère lui fait vivre trois années difficiles, où elle trouve refuge auprès de l'Armée du Salut. En 1956, elle épouse Jacques Bouffay, un instituteur normand, veuf et père d'un garçon de six ans ; la famille s'installe à Valençay, où un fils naîtra en 1960.

### Débuts de peintre, premières expositions et salons
En décembre 1957, à l'occasion du Salon Violet qui se tient alors chaque année au musée d'Art moderne de Paris, Gabrielle Bouffay présente pour la première fois deux œuvres au public, Vieille rue à Nice et Vieille rue à Colmar. Suivront en 1958 deux expositions personnelles, la première à Châteauroux sous la présidence de Max Hymans, l'autre à Issoudun, ainsi que des participations aux salons de Sarreguemines, Fresselines, Bourges et Vierzon ; en 1959, elle fait une nouvelle exposition à Châteauroux, présidée cette fois par Henri de Monfreid, et participe à plusieurs salons : Salon des indépendants, Salon de l'art libre à Paris, Fresselines, Saint-Junien, Salon Violet au MAM et salon de Sarreguemines ; en 1960, aux salons de Saint-Junien et Sarreguemines. Début 1961, Gabrielle Bouffay est invitée d'honneur au premier salon du Mineur à Forbach.

### Célébrité internationale
Depuis 1957, la famille Bouffay passe ses vacances d'été sur la Côte d'Azur, à Nice, Sainte-Maxime, Cannes et Saint-Tropez, où les dessins et aquarelles de l'artiste rencontrent un grand succès auprès des vacanciers se promenant sur les quais. Quelques centaines d'œuvres sont ainsi vendues. Le 21 juillet 1961, sur le port de Saint-Tropez, un touriste anonyme, qui se révèlera plus tard être le richissime armateur Stavros Niarchos, examine pendant près d'une heure les œuvres de Gabrielle Bouffay présentées par son mari, puis en achète la totalité, à savoir 34 aquarelles et 5 dessins. Du jour au lendemain, Gabrielle Bouffay devient célèbre : une feuille locale people publie le scoop, repris par un quotidien régional dans son édition du 3 août 1961, et le lendemain par France-Soir, avec à sa une la photo de la très photogénique jeune femme. D'autres journaux reprennent l'information sur plusieurs colonnes, et l'hebdomadaire Elle lui consacre une page entière, avec une belle photo par Georges Dudognon de Gabrielle et son tout jeune fils. En juillet 1962, G. Bouffay expose à la fameuse galerie Georges Barry sur le port de Saint-Tropez, sous la présidence de Jean-Gabriel Domergue, qui lui prédit un bel avenir ; parmi les visiteurs figurent André Roussin, Félix Labisse, Nadine Tallier, Joseph Kosma, Micheline Presle, Catherine Samie, Françoise Parturier… De nombreuses galeries d'art se pressent pour l'accueillir, mais elle ne peut répondre à toutes. Sa renommée dépasse les frontières ; après ses deux expositions à Paris en décembre 1965, on parle d'elle en Hollande, Pologne, Allemagne, Italie et jusqu'au Mexique. Elle expose en Allemagne en 1967 et en 1970 à Londres. Associée à la Lorraine et à Saint-Avold, sa renommée fait d'elle la plus célèbre ambassadrice de sa ville natale, où elle revient souvent et où habitent toujours ses parents. En janvier 1966, l'artiste naborienne fait la couverture du mensuel Lorraine magazine.
Presque toute l'année 1962 se passe à la réalisation de vingt-quatre « portraits de bêtes » pour illustrer les Fables de La Fontaine à la demande d'un éditeur de Grenoble. Ces illustrations, au pinceau et à l'encre de Chine, dans cette technique qui est propre à Gabrielle Bouffay, lui valent le Grand prix d'honneur du Cercle des professeurs bibliophiles de France.
En 1965-1966, elle réalise de nouveaux dessins pour le portfolio « Dix Portraits de Bêtes » préfacé par Minou Drouet. De 1966 à 1968, c'est chaque année une de ses œuvres qui est offerte aux lauréats du Grand prix interclub du Théâtre, successivement Eugène Ionesco, Fernando Arrabal et Romain Weingarten.
Après avoir vécu à Valencay, Sassenage, Lans-en-Vercors, villes où son mari était affecté, puis à Dournazac, Gabrielle Bouffay installe son atelier en mai 1969 à Paris, au huitième étage d'un immeuble nouvellement construit boulevard Pasteur, dans le quartier du Montparnasse. L'inauguration se fait en présence du nouveau préfet de la région parisienne Maurice Doublet. Pour garder le contact avec la nature, qui lui est indispensable et qui reste sa principale source d'inspiration, elle achète un terrain avec une petite forêt à Gaudeix, près de Saint-Sulpice-Laurière. Veuve depuis 1973, ses enfants réalisant de belles carrières professionnelles, c'est en 1989 qu'elle revient vivre dans sa ville natale de Saint-Avold, où elle continue à peindre pendant de nombreuses années.

## Technique picturale, style, thèmes, œuvres
Après avoir d'abord utilisé la plume, Gabrielle Bouffay a développé sa propre technique de dessin à l'encre de Chine en utilisant un gros pinceau avec une pointe très effilée, produisant un trait dont les modulations du filiforme au très large et les points sont les seuls déterminants du résultat final, dans un geste rapide et virtuose qui n'autorise aucune erreur ni retouche.
La découverte de l'aquarelle et sa combinaison au dessin à l'encre a abouti à ce qu'on a appelé sa « première manière ». Puis l'artiste abandonne le papier au profit de la toile montée sur châssis comme support de ses travaux à l'encre de Chine, qu'elle associe plus tard à l'acrylique, matière dont elle doit pour cela arriver à bien maîtriser le temps de séchage.
Après l'aquarelle, la peintre s'est mise à la gouache et à la gouache aquarellée, sans dessin ni esquisse préalable, révolutionnant dans cette « seconde manière » la technique de la peinture à l'eau, en utilisant toujours un gros pinceau à pointe fine, sans mélanger les couleurs ni utiliser le blanc. Elle a également réalisé dès ses débuts des peintures à l'huile.
De même que sa technique est très novatrice et personnelle, son style ne peut être rattaché à aucun mouvement ou école. De sa manière de peindre, elle a tout inventé et n'a subi aucune influence, si bien qu'on ne retrouve chez elle aucune trace du naturalisme ou de l'abstraction géométrique de ses deux professeurs Hurstel et Kleint. « Ce n'est pas un hasard si certains critiques d'art, pourtant chevronnés, ont déclaré forfait admettant sans y mettre de formes, que la peinture de Gabrielle Bouffay était trop originale pour être classée avec une étiquette précise », a déclaré Roger Bruge. Cependant, les appellations « réalisme fantastique » et « réalisme merveilleux » peuvent s'appliquer à la plus grande partie de sa production, fréquemment décrite par les commentateurs avec les termes de magie ou de féérie, qualifiée de poétique, mystérieuse ou envoûtante, mais dont l'étrangeté susciterait pour certains une inquiétude sourde.
De son enfance partagée entre les mines de charbon et la campagne lorraine semblent venir les deux sources principales d'inspiration de Gabrielle Bouffay, l'industrie et la nature, ; elle a toujours délaissé la représentation de l'être humain. Les thèmes traités peuvent être distingués en quatre grandes catégories : 
- le monde animal, principalement mammifères et oiseaux, mais aussi batraciens, reptiles, crustacés, mollusques et insectes[15],[16] ;
- les paysages, principalement de forêts et de sous-bois, jamais peints sur le motif, mais recréés avec une grande palette de couleurs en atelier ; avec leur resserrement presque étouffant de la végétation, la luxuriance des couleurs et le foisonnement des détails, ils apparaissent souvent presque surnaturels ; d'autres paysages sont purement aquatiques et imaginaires ;
- les fleurs, sous forme de somptueux bouquets, là aussi nés de l'imagination et très colorés ;
- le monde industriel, qui concerne aussi bien de grands ensembles, comme des usines ou des plateformes, que des machines et des pièces isolées, comme des moteurs ou des transformateurs.

Beaucoup plus rares sont les dessins et peintures de quelques lieux célèbres, comme le Café de la Paix à Paris, le port de Saint-Tropez, Venise…
La représentation animalière la plus connue est celle des « portraits de bêtes », réalisés à l'encre de Chine pour les Fables de la Fontaine en 1962 et le portfolio de 1966 préfacé par Minou Drouet. Des oiseaux plus ou moins réels ont été peints plus tard en gouache et en aquarelle,.
Ce que l'artiste appelle ses « aquarêves » est issu du monde des songes, étrange, sauvage et hyper coloré, fait de végétaux, d'oiseaux fantastiques, d'insectes, de minéraux ou de paysages aquatiques,.
Regroupés sous l'appellation « symphonies industrielles »,, des œuvres à l'encre de Chine ou en technique mixte sont inspirées des paysages industriels de Forbach, Freyming-Merlebach, Carling et Saint-Avold, des ports industriels de la Méditerranée, de machines diverses, ou encore par l'actualité (Le LEM, 1971).

## Expositions
Après sa soudaine célébrité survenue en août 1961, Gabrielle Bouffay a participé à de très nombreuses expositions :
- 1961 : en décembre, Salon de l'art libre à Paris.
- 1962 : en juillet, exposition personnelle à la galerie Georges Barry de Saint-Tropez, sous la présidence de Jean-Gabriel Domergue ; participation au Salon d'hiver à Grenoble, et au Salon de l'art libre à Paris en décembre.
- 1963 : expositions personnelles à la galerie Jolly à Blois, à la galerie « Peuple et Culture de Haute-Savoie » à Annecy, à la galerie Molleins à Chambéry.
- 1964 : exposition personnelle à la galerie « Parti-Pris » de Grenoble, sous la présidence du préfet de l'Isère Maurice Doublet. En avril, à la galerie Lafond de Châteauroux, où l'artiste est nommée citoyenne d'honneur de la ville. D'août à décembre, à Saint-Raphaël, Saumur, Villeneuve-sur-Lot, Saint-Junien, Bourges, Aix-les-Bains, au salon du Mineur à Saint-Avold, salon du Dauphiné au musée Hébert de La Tronche, Salon d'automne de Lyon, Sarreguemines, salon d'hiver de Grenoble, Périgueux, Mont-de-Marsan, Dax.
- 1965 : Châteauroux, galerie Jolly à Blois, Mont-de-Marsan, salon du mineur de Forbach, Lorient, La Tronche, Saint-Junien, Apt, Grenoble, Saint-Laurent-du-Pont ; première exposition personnelle à Paris, galerie André Weil avenue Matignon, couplée à la présentation des illustrations originales des Fables de La Fontaine dans les salons de la Grande Chartreuse sur les Champs-Élysées.
- 1966 : Cannes, Saint-Martin-Vésubie, Roquefort-les-Pins, Blois, Mont-de-Marsan, Châteauroux, Annecy, Périgueux, Auch, Amiens.
- 1967 : Tours, Forbach, hôtel de ville de Saint-Avold, Sarreguemines, Berlin, Baden-Baden, Strasbourg, Bourges, Montauban, Mérignac.
- 1968 : Périgueux, Angoulême, Poitiers, Montauban, Rochechouart, Amiens, salon du Mineur à Forbach, Grenoble.
- 1969 : Châteauroux, Blois, Tours, Périgueux, Grenoble, Strasbourg, Metz, Morangis, Rancon, Mimizan, La Tronche.
- 1970 : musée du Vieux Montmartre, Saint-Junien, Rancon, Amiens, salon du Mineur à Forbach, Baugé, Rochechouart, Foire internationale de Metz, Rennes, Londres, Brignoles.
- 1971 : Périgueux, Romorantin, Royan ; grande exposition « Recherches picturales et graphiques de Gabrielle Bouffay » avec 161 œuvres exposées au musée de Picardie à Amiens, du 29 octobre au 20 novembre[2], qui a donné lieu à une plaquette très documentée sur la biographie et l'œuvre de Gabrielle Bouffay[5].
- 1981 : galerie Jolly à Blois[21].
- 1992 : Chapelle des comtes de Créhange, Saint-Avold.
- 2014 : invitée d'honneur de l'exposition « Les amis de la peinture de Saint-Avold et environs » en janvier à Saint-Avold.

## Témoignages et revue de presse

### Témoignages
« Quand j'ai vu les œuvres de Gabrielle Bouffay, j'ai été conquis. Cette manière très personnelle et originale de peindre et de poétiser même la laideur, de tirer de la beauté de ce qui est affreux, de composer et d'harmoniser, de dessiner et de faire chanter lignes et taches, de manier magistralement l'encre de Chine, je ne l'ai rencontrée nulle part ailleurs. Et pourtant j'ai 80 ans, et depuis mon enfance, je vis dans la peinture et parmi les peintres. J'ai connu Gauguin, Maillol, Degas, et bien d'autres qui fréquentaient l'atelier de mon père. » Henry de Monfreid, 1959.
« De votre génération à la mienne, il y a en ce moment, en France, 100 000 personnes qui peignent… Sur ces 100 000 personnes qui peignent, il y a 10 000 peintres… Sur ces 10 000 peintres, il y a 1 000 bons peintres… Sur ces 1 000 bons peintres, 100 peut-être plus, laisseront leur nom… Mais sur ces 100, il n'y en aura pas plus de 10 qui laisseront leur nom avec quelque chose de plus de véritablement original… Je suis persuadé que vous serez de ces derniers. » Jean-Gabriel Domergue, 1962.
« Gabrielle Bouffay, la fille dont les mains engendrent les sortilèges, comme si son art, son subconscient, livrait, dans un abandon fulgurant au gré de la luxure de ses mauves, de la flamme de ses orangés, au hasard du renoncement de ses bleus, l'appel d'un mage inconnu qui accepterait d'entrebailler pour nous l'huis de son univers insolite. Gabrielle Bouffay, peintre inspiré ? Plus encore, Gabrielle Bouffay, la sorcière de la peinture ! » Minou Drouet, 1966.
« Je reste ployé de confusion, de joie, d'émerveillement : me voilà dans un autre monde ; l'œil dans un nouveau labyrinthe, et parti à nouveau dans une nouvelle aventure, car on n'en finit pas de voyager devant et dans de telles œuvres. » Claude Seignolle.
« Sous les doigts de cette artiste délicate, intelligemment inspirée au sens le plus noble du terme, ce que nous avions cru jusque-là intolérable et laid devient irrésistiblement révélation enchanteresse. L'insolite nous ouvre les portes d'un domaine dont la beauté nous échappait. » Fernand Méry.

### Revue de presse
« Gabrielle Bouffay possède un don exceptionnel de dessinatrice. Elle recrée un monde fantastique, somptueux. Fantasmagorie d'un art fait d'originalité, de mystère, d'étrangeté. Les couleurs sont multiples, nuancées et ajoutent au merveilleux de cet univers, créé au moyen de procédés inhabituels. L'art de Gabrielle Bouffay est fait de sensibilité et de vigueur, d'harmonie teintée d'angoisse, de poésie et d'inquiétude. » Geneviève Vial-Mazel, L'Espoir, Nice.
« Dans ces paysages fantastiques où la lumière inonde une éclatante floraison, on voit transparaître un besoin d'idéal émouvant, sublimant avec ivresse la moindre vision. » Maurice Tournade, La Nouvelle République du Centre-Ouest.
« Gabrielle Bouffay transfigure la réalité, les métamorphoses dont la nature est le théâtre, en poussant son réalisme aux limites de l'hallucination. C'est un curieux travail d'analyse qui, grâce à la perfection de son dessin, se charge de quelque chose de magique. » Jean-Jacques Lévêque, La Galerie des Arts.
« Fort singuliers sont les dessins et les gouaches de Gabrielle Bouffay, composés de signes calligraphiques, comme certaines créations de l'époque baroque, mais avec une fantaisie cruelle et gracieuse qui frise le surréalisme. » Raymond Charmet, Arts.
« Une peinture de visionnaire, mais qui aurait le privilège d'une vue indéfinie des choses étrangement liées entre elles et nous étreignant jusqu'à l'angoisse. » Marcel Espiau, Nouveaux Jours.
« C'est un monde magique dont bien souvent la nature est le théâtre, qui atteint parfois aux limites de l'angoisse. » Pierre Fanlac, Périgord Actualités.
« On a l'impression qu'avec n'importe quoi, Gabrielle Bouffay pourrait édifier une féérie de nuances et de formes, et que sa main ne trahira jamais le secret qu'elle tire inlassablement de son subconscient, pour l'exprimer sous la forme d'une peinture gestuelle dont la conquête a été psychologique avant d'être concrète. » Roger Bruge, Le Républicain lorrain.

## Titres et distinctions
- Membre d'honneur de l'Association des artistes lorrains, 1959
- Grand prix d'honneur du Cercle des professeurs bibliophiles de France, 1962
- Citoyenne d'honneur de la ville de Châteauroux, 1964
- Grand prix national « Signatures », 1964
- Grand prix des Arts Plastiques, Mérignac, 1967
- Médaille d'argent de la Société d'encouragement au progrès
- Médaille d'argent de la ville de Paris
- Chevalier de la Renaissance des Arts et des Lettres
- Médaille d'honneur de la ville de Saint-Avold, 2007

Gabrielle Bouffay est en outre titulaire de nombreux prix de peinture : Bourges, Vierzon, Sarreguemines, Poitiers, Morangis, Baugé, etc.